# Pavel Stratan
Pavel Stratan (Nișcani, 11 novembre 1970) è un cantante moldavo.

## Biografia
Pavel Stratan è salito alla ribalta dopo aver vinto l'MTV Romania Music Award al miglior esordiente, a seguito del successo riscosso dall'LP Amintiri din copilărie; anch'esso è stato premiato con un MTV RMA.
Si è conteso un terzo MTV Romania Music Award nell'edizione del 2007, dopo aver ricevuto la nomination nella categoria di miglior artista maschile per Nunta.

## Discografia

### Album in studio
- 2004 – Amintiri din copilărie
- 2004 – Amintiri din copilărie, vol. 2
- 2005 – Amintiri din copilărie, vol. 3
- 2011 – Amintiri din copilărie, vol. 4
- 2017 – Totu-i despre viață

### Singoli
- 2007 – Moș crăciun (feat. Cleopatra Stratan)
- 2013 – Tango
- 2014 – Toti avem (feat. CRBL)
- 2018 – Te sarut (con Ioana Ignat)
- 2019 – Pentru sanatate
- 2020 – Lasa-ma sa beau (con Keo)